# Resolutie 525 Veiligheidsraad Verenigde Naties
Resolutie 525 van de Veiligheidsraad van de Verenigde Naties werd unaniem aangenomen op 7 december 1982.

## Achtergrond
Na de Tweede Wereldoorlog werd in Zuid-Afrika het apartheidssysteem ingevoerd, waarbij blank en zwart volledig van elkaar gescheiden moesten leven maar eerstgenoemden wel bevoordeeld werden. Het ANC was fel tegen dit systeem. Ook in de rest van de wereld werd het afgekeurd, wat onder meer tot sancties tegen Zuid-Afrika leidde. Tegenstanders van de apartheid werden op basis van de apartheidswetten streng gestraft.

## Inhoud
De Veiligheidsraad:
- Heeft de kwestie in verband met de doodstraffen die op 19 augustus 1981 in Zuid-Afrika werden uitgesproken tegen Anthony Tsotobe, Johannes Shabangu en David Moise overwogen.
- Herinnert aan zijn verklaring in verband met de doodstraffen van Thelle Simon Mogoerane, Jerry Semano Mosololi en Marcus Thabo Motaung, leden van het Afrikaans Nationaal Congres, en herhaalt zijn dringende oproep om in deze zaak mildheid te betrachten.
- Is erg bezorgd over de bevestiging van de doodstraffen door het hooggerechtshof.
- Bedenkt dat het uitvoeren van de doodstraffen de situatie in Zuid-Afrika nog zal verergeren.

1. Roept Zuid-Afrika op om de doodstraffen om te zetten.
2. Dringt er bij alle landen en organisaties op aan om hun invloed aan te wenden om de levens van de betreffende drie mannen te redden.

## Verwante resoluties
- Resolutie 475 Veiligheidsraad Verenigde Naties
- Resolutie 503 Veiligheidsraad Verenigde Naties
- Resolutie 527 Veiligheidsraad Verenigde Naties
- Resolutie 533 Veiligheidsraad Verenigde Naties

Lijst ·  500 ·  501 ·  502 ·  503 ·  504 ·  505 ·  506 ·  507 ·  508 ·  509 ·  510 ·  511 ·  512 ·  513 ·  514 ·  515 ·  516 ·  517 ·  518 ·  519 ·  520 ·  521 ·  522 ·  523 ·  524 ·  525 ·  526 ·  527 ·  528